# Херман Хесе
Херман Хесе (на немски: Hermann Hesse) е германски и швейцарски писател и поет, получил Нобелова награда за литература през 1946 г.

## Биография

### Произход и младежки години
Херман Хесе е роден на 2 юли 1877 г. в град Калв, Швабия, в семейство на християнски мисионери, работили дълго време в Индия. От 1873 г. те живеят в Калв, където работят в издателска къща под ръководството на Херман Гундерт, дядо на Херман Хесе по майчина линия. През 1881 г. семейството на Хесе се премества в Базел, Швейцария, където прекарва пет години, преди да се завърне в Калв.

След като завършва Латинското училище в Гьотинген, през 1891 г. Хесе постъпва в Евангелистката теологична семинария в Маулброн. 
 На следващата година бяга оттам и е открит в полето ден по-късно. След като през май 1892 г. прави опит за самоубийство, Хесе преминава през няколко лечебни заведения и образователни институции и влиза в тежък конфликт с родителите си. През 1893 г. успява да положи изпит, с който завършва образованието си.
Хесе започва да чиракува в книжарница в Еслинген на Некар, но след три дни напуска. След това, в началото на лятото на 1894 г., започва продължило 14 месеца чиракуване във фабрика за часовници в Калв. През октомври 1895 г. отново се мести и става чирак в книжарница, този път в Тюбинген.

### Начало на писателска дейност
Книжарницата в Тюбинген, в която Хесе започва работа, е специализирана в областта на теологията, филологията и правото. Неговата работа е да подрежда, опакова и архивира книгите. Той често продължава работа и след края на 12-часовия работен ден и обикновено прекарва почивните си дни сред книгите. Чете теологична литература, а след това Йохан Волфганг Гьоте, Готхолд Лесинг, Фридрих Шилер и древногръцка митология. През 1896 г. в едно виенско издание се появява първото му публикувано стихотворение.
През 1898 г. Хесе вече има приличен доход, който му осигурява финансова независимост от неговите родители. През този период той се концентрира върху произведенията на Немския романтизъм, най-вече Клеменс Брентано, Йозеф фон Айхендорф, Фридрих Хьолдерлин и Новалис. В края на годината той публикува малка стихосбирка, а в началото на 1899 г. – сборник с разкази. И двете книги нямат особен успех.
От есента на 1899 г. Херман Хесе работи в известна антикварна книжарница в Базел. През 1900 г. е освободен от военна служба, заради амблиопия, от която, както и от невралгия и постоянно главоболие, страда през целия си живот. През 1901 г. Хесе осъществява своята стара мечта и предприема пътуване в Италия. Той започва работа в друг антиквариат в Базел, а публикациите му на стихотворения и разкази вече започват да му носят доходи. Той предизвиква интереса на издателя Самуел Фишер, който публикува успешния роман „Петер Каменцинд“ („Peter Camenzind“) през 1904 г. След него Хесе напуска работата си и до края на живота си се издържа като писател.

### До края на Първата световна война
Вече придобил известност, през 1904 г. Хесе се жени за фотографката Мария Бернули, която е потомък на рода швейцарски учени Бернули. С нея имат трима синове. Семейството се установява в Гайенхофен на езерото Констанц. Там той пише втория си роман „Unterm Rad“, който е публикуван през 1906 г. През следващите години Хесе пише предимно разкази и стихове. Публикуваният през 1911 г. роман „Gertrude“ по-късно е определян от самия него като несполучлив.
През този период възниква напрежение между Хесе и съпругата му и през 1911 г. той предприема сам пътуване до Шри Ланка и Индонезия. През 1912 г. семейството се премества в Берн. Семейните проблеми на Хесе са отразени в романа от 1914 г. „Rosshalde“.
С началото на Първата световна война през 1914 г. Хесе се записва за доброволец в германската армия, но тъй като е негоден за фронтова служба, е изпратен да работи в лагер за военнопленници. На 3 ноември 1914 г. той публикува есето си „O Freunde, nicht diese Töne“, в което призовава германските интелектуалци да не се поддават на национализма. То предизвиква нападки, широко тиражирани в пресата, и отдръпването на някои негови стари приятели. Сред тези, които го подкрепят, е приятелят му Теодор Хойс, както и френският писател Ромен Ролан, с когото се срещат през август 1915 г.
В разгара на тези спорове, Хесе изпада в още по-тежка криза след поредица лични нещастия – на 8 март 1916 г. умира баща му, синът му Мартин е тежко болен, а съпругата му получава пристъп на шизофрения. Хесе напуска военната служба и е подложен на психотерапия. През този период започват заниманията му с психоанализа, във връзка с които се запознава с Карл Юнг. За три седмици през есента на 1917 г. той пише романа си „Демиан“ („Demian“), публикуван след примирието през 1919 г. под псевдонима Емил Синклер.

### 20-те години
Когато Хесе се връща към цивилния живот през 1919 г., бракът му е разрушен. През пролетта той се премества в Монтаньола. Той наема четири стаи в сграда, известна като Каза Камуци, където остава да живее 12 години. Там той започва да рисува, дейност, която е отразена в книгата му „Klingsors letzter Sommer“, публикувана през 1920 г. През 1922 г. се появява романът му „Сидхарта“ („Siddhartha“). През 1924 Хесе се жени за певицата Рут Венгер, дъщеря на писателката Лиза Венгер и леля на Мерет Опенхайм. През същата година той получава швейцарско гражданство.
Следващите по-големи произведения на Харман Хесе, „Курортист“ („Kurgast“; 1925) и „Нюрнбергско пътуване“ („Die Nurnberger Reise“; 1927) имат автобиографичен характер. Те са засенчени от следващия му роман, „Степният вълк“ („Steppenwolf“), който също е публикуван през 1927 г. Малко по-късно той се жени за еврейката Нинон Долбин Ауслендер. През 1931 г. двамата се местят в новата си къща в Монтаньола.

### Последни години
През 1931 г. Хесе започва да обмисля последното си голямо произведение, „Игра на стъклени перли“ („Das Glasperlenspiel“). Като подготовка за него през 1932 издава новелата „Пътуване към изтока“ („Die Morgenlandfahrt“).
Хесе наблюдава със загриженост вземането на властта в Германия от националсоциалистите. През 1933 г. той помага на Бертолт Брехт и Томас Ман да напуснат страната, обявява се публично в защита на известни евреи, преследвани от нацистите. Въпреки това е обвиняван в подкрепа за режима, тъй като не обявява ясна политическа позиция. В същото време от края на 30-те години издаването на произведенията му в Германия е забранено.
Изолирайки се от политическите конфликти и Втората световна война, Хесе работи върху романа си „Игра на стъклени перли“, който е издаден през 1943 г. в Швейцария. През 1946 г. той получава Нобелова награда за литература. През 1947 г. е обявен за почетен гражданин на родния си град Калв и почетен доктор на Бернския университет. След войната Хесе пише по-малко, главно разкази и стихове. Умира на 9 август 1962 г. в Монтаньола, където е прекарал голяма част от живота си.

## Избрани произведения
- 1898 – Romantische Lieder
- 1899 – Eine Stunde hinter Mitternacht
- 1900 – Hinterlassene Schriften und Gedichte von Hermann Lauscher
- 1902 – Gedichte. Hrsg. und eingeleitet von Carl Busse. Grote
  - 1904 – Boccaccio. Schuster & Loeffler
  - 1904 – Franz von Assisi. Schuster & Loeffler
- 1904 – Peter Camenzind (Петер Каменцинд; ISBN 954-507-167-2)
- 1906 – Unterm Rad
- 1908 – Freunde
- 1910 – Gertrud
- 1914 – Roßhalde
- 1915 – Knulp (Кнулп)
- 1919 – Demian (Демиан)
- 1919 – Klein und Wagner (Клайн и Вагнер)
- 1919 – Märchen (приказки)
- 1920 – Blick ins Chaos (есета)
- 1920 – Klingsors letzter Sommer (Последното лято на Клингзор)
- 1922 – Siddhartha (Сидхарта; ISBN 954-8041-10-3)
- 1927 – Die Nurnberger Reise
- 1927 – Der Steppenwolf (Степният вълк)
- 1930 – Narziß und Goldmund (Нарцис и Голдмунд)
- 1932 – Die Morgenlandfahrt (Пътуване към Изтока)
- 1937 – Gedenkblatter
- 1942 – Die Gedichte (стихотворения)
- 1943 – Das Glasperlenspiel (Игра на стъклени перли)
- 1946 – Krieg und Frieden

## Издания
- Knulp 1915
- Der Steppenwolf 1927
- Tractat vom Steppenwolf 1927
- Das Glasperlenspiel 1943